# Burning Mountain
Der Burning Mountain (deutsch brennender Berg), eigentlich Mount Wingen, ist eine 520 m über dem Meer hohe Erhebung bei Wingen im australischen Bundesstaat New South Wales.
Der Burning Mountain ist für einen Flözbrand bekannt, der wahrscheinlich seit etwa 6000 Jahren anhält und damit das am längsten ununterbrochen brennende Feuer der Welt darstellt.
Vermutlich hatte sich ein Flözausbiss durch Blitzschlag entzündet. Das Feuer hat sich seitdem weiter in die Tiefe ausgebreitet und brennt heute etwa 30 Meter unter der Erdoberfläche. Es bewegt sich mit einer Geschwindigkeit von etwa einem Meter pro Jahr in Richtung Süden. Der Rand des ausgebrannten Bereichs ist bis zu 6,5 Kilometer vom aktuellen Brandherd entfernt.
Die ersten europäischen Siedler hielten das Phänomen für Vulkanismus. Reverend C. P. N. Wilton und Sir Thomas Mitchell erkannten um 1830 die wahre Ursache.